# Abílio Rodrigues Pereira
Abílio Rodrigues Pereira, nascido em Felgueiras, Resende foi o primeiro Presidente desta Junta de Freguesia eleito após o 25 de Abril de 1974 pelo Partido Socialista, sendo sucedido por António Pinto Madureira Júnior.